# Championnat du Ghana de football 2023-2024
Navigation
Saison précédente Saison suivante
La saison 2023-2024 du Championnat du Ghana de football est la soixante-quatrième édition de la première division au Ghana.
Le Medeama Sporting Club est le tenant du titre.

## Déroulement de la saison
Le championnat est composé de dix-huit équipes, il démarre le 15 août 2023. Il y aura trois clubs relégués en fin de saison. 
Le champion se qualifie pour la Ligue des champions de la CAF 2024-2025 et le vainqueur de la Coupe du Ghana pour la Coupe de la confédération 2024-2025.
Le FC Samartex 1996 termine à la première place en fin de saison et remporte son premier titre de champion du Ghana.

## Les clubs participants
- Medeama Sporting Club
- Nsoatreman FC
- FC Samartex 1996 - promu de D2
- Berekum Chelsea
- Dreams FC
- Hearts of Oak SC
- Aduana Stars
- Bechem United
- Asante Kotoko SC
- Karela Football Club
- Legon Cities FC
- Great Olympics
- Bibiani Gold Stars
- Accra Lions Football Club
- Real Tamale United
- Bofoakwa Tano FC - promu de D2
- Heart of Lions Football Club - promu de D2
- Nations FC - promu de D2

## Compétition
Le barème de points servant à établir les classements se décompose ainsi :
- Victoire : 3 points
- Match nul : 1 point
- Défaite : 0 point

### Classement
| Rang | Équipe                         | Pts | J  | G  | N  | P  | Bp | Bc | Diff |
| ---- | ------------------------------ | --- | -- | -- | -- | -- | -- | -- | ---- |
| 1    | FC Samartex 1996               | 61  | 34 | 19 | 4  | 11 | 45 | 28 | +17  |
| 2    | Accra Lions                    | 51  | 34 | 14 | 9  | 11 | 37 | 36 | +1   |
| 3    | Berekum Chelsea                | 51  | 34 | 15 | 6  | 13 | 37 | 41 | -4   |
| 4    | Aduana Stars                   | 50  | 34 | 16 | 2  | 16 | 43 | 36 | +7   |
| 5    | Nsoatreman FC C                | 50  | 34 | 14 | 8  | 12 | 33 | 29 | +4   |
| 6    | Asante Kotoko SC               | 49  | 34 | 14 | 7  | 13 | 35 | 29 | +6   |
| 7    | Nations FC P                   | 49  | 34 | 14 | 7  | 13 | 32 | 28 | +4   |
| 8    | Medeama Sporting Club T        | 49  | 34 | 14 | 7  | 13 | 27 | 26 | +1   |
| 9    | Dreams FC                      | 48  | 34 | 13 | 9  | 12 | 44 | 35 | +9   |
| 10   | Bechem United                  | 48  | 34 | 12 | 12 | 10 | 41 | 34 | +7   |
| 11   | Bibiani Gold Stars             | 47  | 34 | 12 | 11 | 11 | 41 | 40 | +1   |
| 12   | Karela Football Club           | 46  | 34 | 12 | 10 | 12 | 36 | 42 | -6   |
| 13   | Legon Cities FC                | 45  | 34 | 13 | 6  | 15 | 29 | 38 | -9   |
| 14   | Hearts of Oak                  | 45  | 34 | 11 | 12 | 11 | 35 | 31 | +4   |
| 15   | Heart of Lions Football Club P | 45  | 34 | 11 | 12 | 11 | 34 | 29 | +5   |
| 16   | Great Olympics                 | 44  | 34 | 11 | 11 | 12 | 27 | 27 | 0    |
| 17   | Bofoakwa Tano FC P             | 33  | 34 | 6  | 15 | 13 | 21 | 36 | -15  |
| 18   | Real Tamale United             | 31  | 34 | 9  | 4  | 21 | 31 | 63 | -32  |

|  | Qualification pour la Ligue des champions de la CAF 2024-2025 |
|  | Qualification pour la Coupe de la confédération 2024-2025     |
|  | Relégation                                                    |

## Bilan de la saison
| Championnat du Ghana de football 2023-2024 |                              |
| Champion                                   | FC Samartex 1996 (1er titre) |
| Coupes et trophées                         |                              |
| Vainqueur de la Coupe du Ghana 2023-2024   | Nsoatreman FC                |
| Qualifications continentales               |                              |
| Ligue des champions de la CAF 2024-2025    | FC Samartex 1996             |
| Coupe de la confédération 2024-2025        | Nsoatreman FC                |
| Promotions et relégations                  |                              |
| Promus en Premier League                   | Young Apostles               |
| Promus en Premier League                   | Holy Stars                   |
| Promus en Premier League                   | Vision FC                    |
| Relégués en Division One                   | Bofoakwa Tano FC             |
| Relégués en Division One                   | Great Olympics               |
| Relégués en Division One                   | Real Tamale United           |